# John Evans (baron Evans of Parkside)
John Evans, Baron Evans of Parkside (ur. 19 października 1930 w Belfaście, zm. 5 marca 2016 w Londynie) – brytyjski polityk i związkowiec, członek Izby Gmin i Izby Lordów, poseł do Parlamentu Europejskiego.

## Życiorys
Syn Jamesa i Margaret. Absolwent Jarvis Central School w Tyne and Wear. Od 1946 do 1952 zatrudniony jako ślusarz, następnie do 1955 jako inżynier w marynarce handlowej. Zaangażował się w działalność w związkach zawodowych. Wstąpił do Partii Pracy, w latach 1991–1992 pełnił administracyjną funkcję jej szefa, a od 1982 do 1996 wchodził w skład jej naczelnego komitetu wykonawczego. Z ramienia labourzystów był radnym dystryktu miejskiego Hebburn (1962–1974, od 1973 przewodniczący) oraz dystryktu South Tyneside (1973–1974). W latach 1974–1997 był członkiem Izby Gmin, od 1975 do 1978 był oddelegowany do Parlamentu Europejskiego. Od 1980 do 1983 prywatny sekretarz parlamentarny przy liderze opozycji. W 1997 wykreowany baronem Evans of Parkside, zasiadł w Izbie Lordów. W 2015 zrezygnował z mandatu w ramach ograniczania liczby parlamentarzystów.
Od 1959 był żonaty z Joan z domu Slater, mieli dwóch synów i córkę.